# Deinopis madagascariensis
Deinopis madagascariensis là một loài nhện trong họ Deinopidae.
Loài này thuộc chi Deinopis. Deinopis madagascariensis được miêu tả năm 1886 bởi Harald Othmar Lenz.